# Ikechukwu Francis Okoronkowo
Ikechukwu Francis Okoronkowo Okoronkowo (1970) è un artista nigeriano. Vive e lavora ad Abuja, Nigeria.

## Formazione
Nel 2001 ha ottenuto un master in pittura presso la University Of Nigeria Nsukka. Department Of Fine Applied Art. Nel 1995 si è diplomato presso la Second Class Lower Division, Sculpture University of Port Harcourt.
Attualmente insegna pittura, disegno e mixed media presso University Of Port Harcourt, Rivers State, Nigeria.

## Attività

### Esposizioni personali
- 2005 A Village Square, Omega Gallery, Sheraton Hotels and Towers, Abuja
- 2004 Views, (With Jumah Ibeagbazi) Alliance Francaise, Kaduna
- 1996 Terrain Of The Mind Ondo, Ondo State
- 1997 Created For A Purpose, (With David Enyi) B.V.L, Port-Harcourt

### Esposizioni collettive
- 2007 Song Of Gold2, The sixth Biennale Of The Pan African Circle Of Artists. Pendulum, Lagos
- 2007 DUTA, Biennale des Arts Visuels, Bonapriso Center For the Arts, Douala, Cameroon
- 2006 Spain through Nigerian Eye, Transcorp Hilton Hotel, Abuja
- 2006 Blooming Talents, Transcorp Hilton, Abuja
- 2006 A Glimpse into Nigerian Art, Cheikh Anta DIOP University, Dakar, Senegal
- 2005 Unmasking, Maiden Exhibition Of Art Centric Gallery Abuja
- 2005 Uli and The Politics Of Culture, Lagos, Enugu and Worcester South Africa Under the aegis of P.A.C.A and Pendulum Centre for Culture and Developments
- 2004 Harvest Of The Harmattan Retreate, Pan Africa University Ajah, Lagos
- 2003 Homage To Asele, Pendulum Centre for Culture and Development with National Museum Onikan, Lagos
- 1999 Echoes, Cities And Nigerian Artists, Institute Of African Studies University Of Ibadan
- 1999 Textures Of Life, National Museum, Enugu
- 1998 Man, Mask And Myth, Wangboje's Gallery, Victoria Island, Lagos
- 1995 Aisec Art Expo, Shell Club, Port Harcourt

## Premi
- Certificate of recommendation, N.Y.S.C. ONDO 1996
- Certificate of excellence, ‘Spain through Nigerian eye’, University of Ibadan

## Articoli a cura dell'artista
- Darkness Reigns Over The Land, This Day March 12 2006
- Towards an Artistic Pluralogue: New Stories from Nigeria, Vanguard Feb.2006
- When Ini Brown ‘Flowed’ Into Abuja, Weekly Trust Oct. 1-7 2005
- Graffiti Of A Society's Sanity Or Insanity, This Day 2nd 2005
- From Trinidad And Tobago, Harris Returns With Colors, The Guardian Feb 2005
- NollyWood And Its Effect On Our Psychology, This Day Dec. 19 2004
- Drawing In The Eyes Of ArtZero, The Guardian June 15 2004
- Taking Installation Art to Harmattan Workshop, The Guardian June 4 2004
- Womanhood In The Drawings Of ArtZero, The Cometh July 7th 2004
- ArtZero Searching Through Drawings From The Beginning, This Day July 11 2004
- Art Zero Begins From the Beginning, Sunday Times July 11 2004.
- Painting As Visual Poetry! Toward Extending The Frontiers Of Poetry Expression, March 17 2003
- Between Gani's Painting, Poetry And Prophecy ; A Paradigm For The Future, Journal of the Creative Arts, University Of Port-Harcourt